# Drangarnir

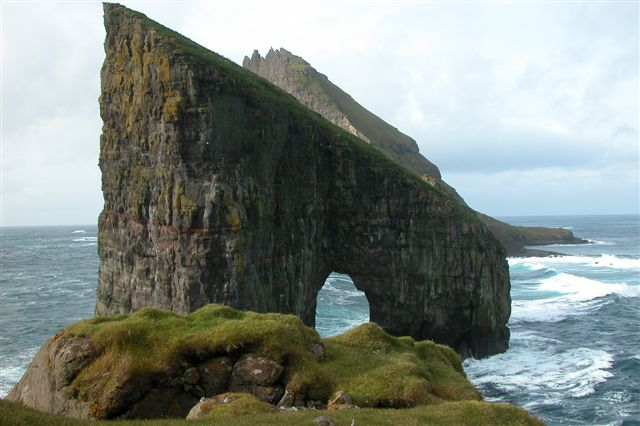
Drangarnir

Drangarnir is de gemeenschappelijke naam voor de twee rotsen die uit zee oprijzen tussen het kleine eilandje Tindhólmur en het eiland Vágar op de Faeröer. De individuele namen van de rotsen zijn Stóri Drangur (Grote rots) en Lítli Drangur (Kleine rots).